# (21710) Nijhawan
(21710) Nijhawan est un astéroïde de la ceinture principale d'astéroïdes.

## Description
(21710) Nijhawan est un astéroïde de la ceinture principale d'astéroïdes. Il fut découvert le 7 septembre 1999 à Socorro (Nouveau-Mexique) par le projet LINEAR. Il présente une orbite caractérisée par un demi-grand axe de 2,78 UA, une excentricité de 0,07 et une inclinaison de 1,6° par rapport à l'écliptique.

## Compléments